# Ніколетта Чекколі
Ніколе́тта Че́кколі (італ. Nicoletta Ceccoli; нар. 1973, Сан-Марино) — художниця та книжкова ілюстраторка з Сан-Марино.

## Біографія
Народилася 1973 році в Республіці Сан-Марино. З дитинства полюбила дитячі книжки з картинками. Закінчила Художній інститут в Урбіно. Працює вільним ілюстратором. Перша книга, проілюстрована Ніколеттою Чеколлі, вийшла друком 1997 року. Відтоді художниця одержує замовлення від таких поважних видавництв, як «Random House», «Simon and Shuster», «Мондадорі». Книги Ніколетти Чеколлі перекладено й опубліковано в багатьох країнах світу.

## Тематика
Чеколлі в своїх роботах часто експериментує з різними техніками та матеріалами, від традиційних акрилових фарб на папері, до використання пластиліну та фотографії. Важливою темою в творчості Чеколлі є втрата невинності. Атмосфера казки й елементів фламандського малярства пронизана почуттям самотності й парадоксальності світу.